# Oia (Racconigi)
i potentissimi Fumeri

i gran patriarca d'Osele

i gavutin ëd Moncuch
i sucass ëd Nova»
(Filastrocca popolare)
Oia o Oja (Nova in piemontese), è una frazione del comune di Racconigi in provincia di Cuneo, distante 5 km dal capoluogo in direzione Nord, al confine con la provincia di Torino.

## Storia
Non esistono documenti certi sull'origine della frazione. Probabile è che essa appartenesse al feudo della vicina Migliabruna.
Fino agli anni cinquanta del Novecento era presente una scuola elementare, tre osterie e un asilo facente riferimento alla chiesa di San Matteo in Oia.
Oggi è interessata da un aumento di popolazione in seguito alla scelta di alcune famiglie originarie della frazione di rimodernare o costruire nuove abitazioni nella zona.

## Geografia antropica

### Urbanistica
La frazione, la più popolosa del territorio di Racconigi è l'unica a presentare un assetto urbanistico simile a un quartiere. La frazione è attraversata dalla via maestra attorno alla quale si dipartono, a spina di pesce, vie laterali alcune delle quali non asfaltate. La chiesa è posta al margine orientale di Oja ed è affiancata dalla ex canonica. Oltre la ferrovia si estende il bosco del Merlino, un tempo molto ampio e oggi ridimensionato.

## Arte
Notevole è la chiesa di San Matteo. Edificata nel 1750 essa si presenta in forme barocche con corpo in mattoni a vista e facciata divisa in due ordini. Al livello inferiore accanto alla porta vi sono due finestre con vetri policromi, sopra la porta di ingresso c'è un affresco rappresentante San Matteo. Il secondo livello della facciata presenta un minuscolo rosone centrale e termina con un timpano dalla forma lineare. Ad aula unica e pianta rettangolare, conserva alcune pale di altare di scuola piemontese, presenta un interno sobrio. È affiancata da uno slanciato campanile dotato di cuspide ed è tuttora officiata.

## Economia
Predomina il settore agricolo con coltivazione intensiva di mais, soia, grano e erbe officinali.
L'allevamento è specializzato nel settore suinicolo e bovino.
Esistono alcune piccole officine meccaniche a conduzione familiare.

## Curiosità
Secondo la tradizione locale è vanto della frazione quello di aver dato il nome alla più popolare maschera piemontese :Gianduja.

Nella grafia locale il nome della maschera è Giandoja ovvero Giovanni d'Oia, diversamente dalla tradizione torinese e astigiana. 

La maschera sarebbe stata inventata da Giovanni Bessone oriundo appunto di Oia.

## Galleria d'immagini

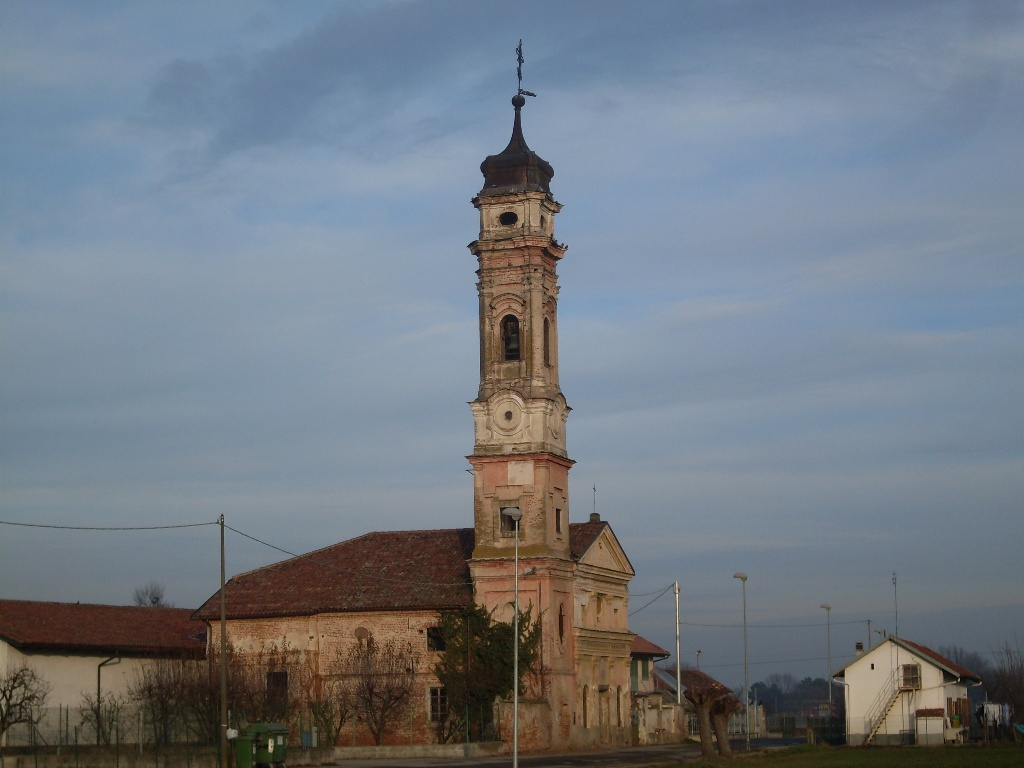
Chiesa di San Matteo
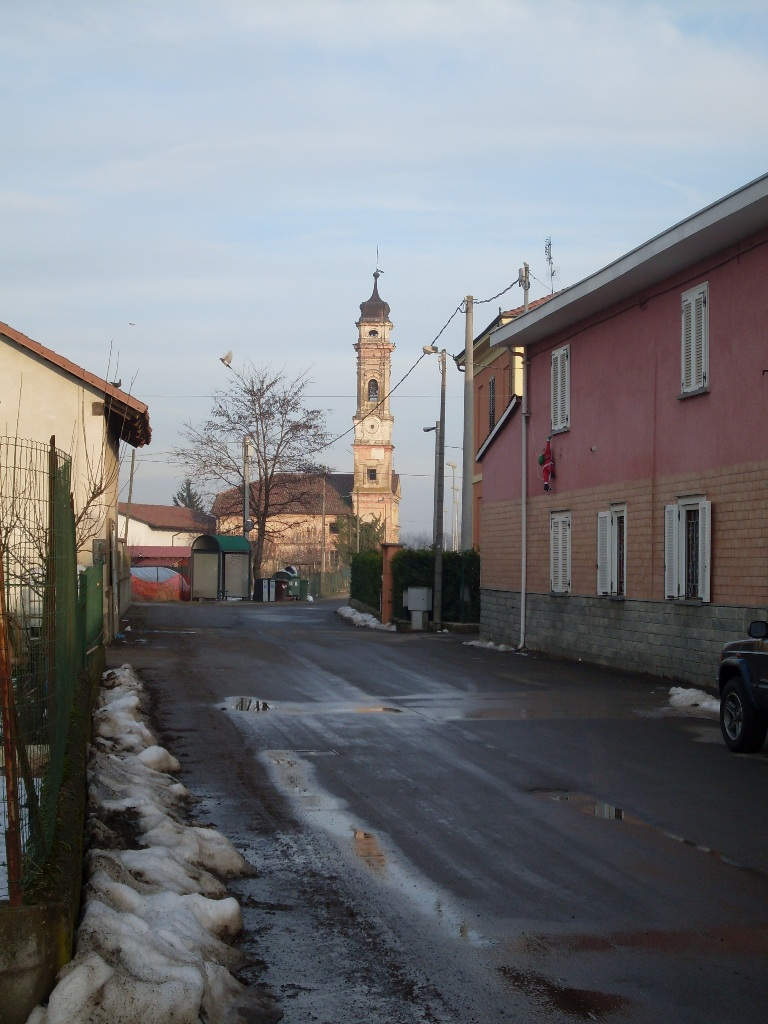
Scorcio della Frazione
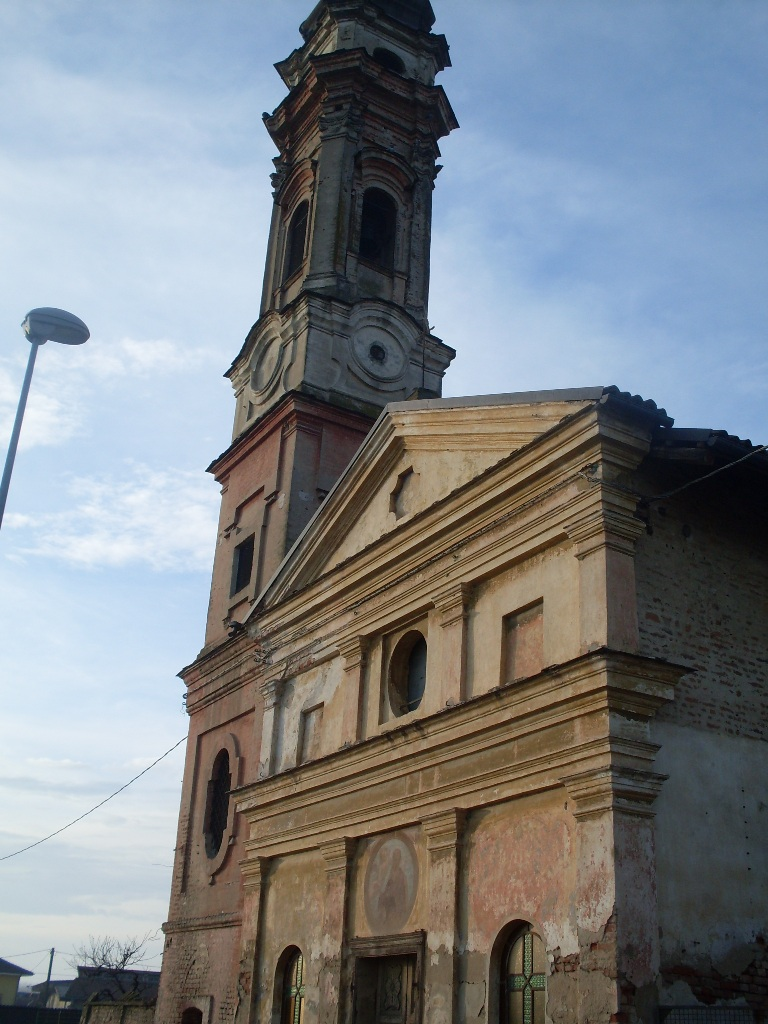
Chiesa di San Matteo, facciata e campanile